# Jason Starr

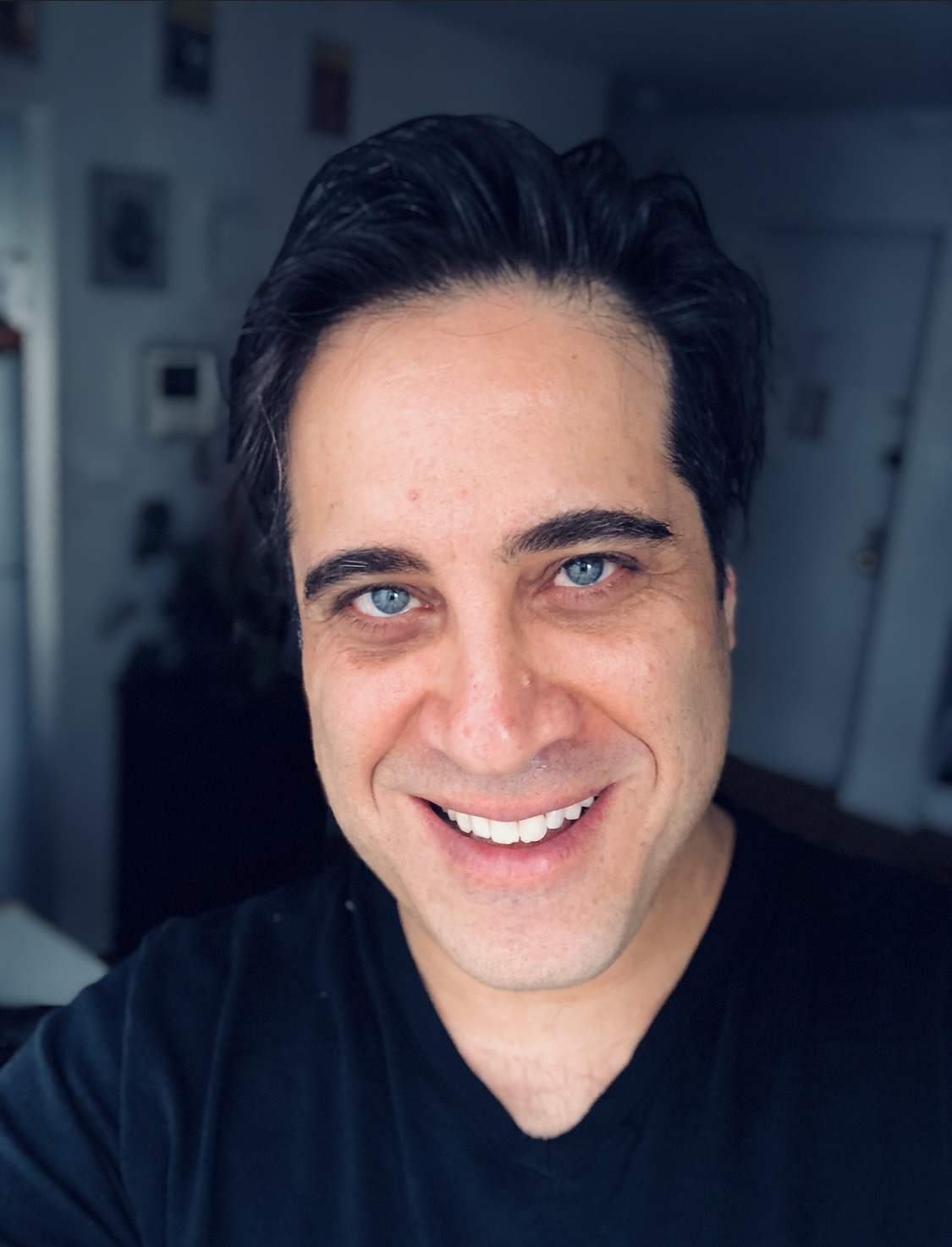
Jason Starr

Jason Starr (* 22. November 1966 in Brooklyn, New York City) ist US-amerikanischer Schriftsteller und Drehbuchautor. Starr ist insbesondere für seine Kriminalromane international bekannt geworden. Er lebt und schreibt in New York.

## Biographie
Bereits während seiner Collegezeit an der Binghamton University begann Starr, Kurzgeschichten zu schreiben. Bald konzentrierte er sich auf Drehbücher und Theaterstücke für Off-Off-Broadway-Theater. Da er lange Zeit nicht von seiner schriftstellerischen Tätigkeit leben konnte, verdiente er sich seinen Lebensunterhalt mit unterschiedlichen Jobs, so zum Beispiel als Telefonverkäufer.
Mittlerweile sind seine Krimis voll schwarzem Humor sowie seine Drehbücher so erfolgreich, dass er sich ganz auf das Schreiben konzentrieren kann.

## Bibliographie

### Romane
- 1997 Cold Caller
  - Top Job, dt. von Bernhard Robben; Zürich: Diogenes 1998. ISBN 3-257-06187-0
- 1998 Nothing Personal
  - Die letzte Wette, dt. von Bernhard Robben; Zürich: Diogenes 2001. ISBN 3-257-06274-5
- 2000 Fake I.D.
  - Ein wirklich netter Typ, dt. von Hans M. Herzog; Zürich: Diogenes 2002. ISBN 3-257-06315-6
- 2002 Hard Feelings
  - Hard Feelings, dt. von Bernhard Robben; Zürich: Diogenes 2003. ISBN 3-257-06350-4
- 2002 Tough Luck
  - Dumm gelaufen, dt. von Hans M. Herzog; Zürich: Diogenes 2014. ISBN 3-257-24291-3
- 2004 Twisted City
  - Twisted City, dt. von Bernhard Robben; Zürich: Diogenes 2006. ISBN 3-257-06476-4
- 2006 Bust (zusammen mit Ken Bruen)
  - Flop, dt. von Richard Betzenbichler; Berlin: Rotbuch 2008. ISBN 3-86789-023-4
- 2006 Lights Out
  - Brooklyn Brothers, dt. von Ulla Kösters; Zürich: Diogenes 2011. ISBN 978-3-257-24078-8
- 2007 The Follower
  - Stalking, dt. von Ulla Kösters; Zürich: Diogenes 2009. ISBN 978-3-257-23901-0
- 2007 Slide (zusammen mit Ken Bruen)
  - Crack, dt. von Richard Betzenbichler; Berlin: Rotbuch 2009. ISBN 978-3-86789-067-0
- 2008 The Max (zusammen mit Ken Bruen)
- 2009 Panic Attack
  - Panik, dt. von Ulla Kösters; Zürich: Diogenes 2010. ISBN 978-3-257-24040-5
- 2011 The Pack
- 2012 The Craving
- 2015 Savage Lane
  - Phantasien, dt. von Hans M. Herzog; Zürich: Diogenes 2015. ISBN 978-3-257-86273-7
- 2016 Pimp (zusammen mit Ken Bruen)
- 2018 Fugitive Red. Oceanview Pub, ISBN 978-1-608-09314-4
  - Seitensprung, dt. von Thomas Stegers. Diogenes, Zürich 2022, ISBN 978-3-257-24621-6

## Auszeichnungen
- 2004: Barry Award in der Kategorie Bester Taschenbuchroman für Tough Luck
- 2005: Anthony Award in der Kategorie Bester Taschenbuchroman für Twisted City